# 宋雲
宋 雲（そう うん）は、中国・北魏の官人（僧官か）である。沙門の恵生と共に西域に赴き経典を求めた。『魏国以西十一国事』、『宋雲家記』などの著書があったとされる。

## 生涯
敦煌の人。北魏孝明帝の神亀元年（518年）11月、霊太后胡氏の命を受け、崇立寺の沙門恵生、法力等と天竺に向けて出立した。北魏の都・洛陽を出発し、吐谷渾、鄯善、于闐などの土地を経て、西域に至った。
宋雲らはエフタル王に謁見した後、波斯、賒靡国、缽盧勒国を経て、神亀2年（519年）にウッディヤーナ（烏仗那）国に至り、国王と会見し、国王のために孔子、老子、荘子の学説を講述した。その後、宋雲、恵生は、天竺に在って広く仏跡を礼拝し、正光元年（520年）4月、ガンダーラ等を訪問した。正光3年（522年）、大乗の経論170部を携えて洛陽に帰還した。その居宅は洛陽の聞義里にあったという。
『旧唐書』「経籍志」や『新唐書』「芸文志」に、その著書として『魏国以西十一国事』1巻が著録されているが、『宋雲家記』同様、逸して伝わらない。『洛陽伽藍記』巻5に付された宋雲・恵生の記事を、一名「宋雲行記」と呼んでいる。